# Џеферсон (Западна Вирџинија)
Џеферсон (енгл. Jefferson) насељено је место без административног статуса у америчкој савезној држави Западна Вирџинија.

## Демографија
По попису из 2010. године број становника је 676, што је 109 (19,2%) становника више него 2000. године.
| Група             | 2000.       | 2010.       |
| Белци             | 461 (81,3%) | 564 (83,4%) |
| Афроамериканци    | 96 (16,9%)  | 87 (12,9%)  |
| Азијати           | 0 (0,0%)    | 0 (0,0%)    |
| Хиспаноамериканци | 3 (0,5%)    | 7 (1,0%)    |
| Укупно            | 567         | 676         |